# 半田市立半田小学校
半田市立半田小学校（はんだしりつはんだしょうがっこう）は、愛知県半田市勘内町にある市立の小学校。
1976年（昭和51年）から日本青少年赤十字に加盟するなどボランティア活動に力を入れており、1998年（平成10年）にボランティア功労者厚生大臣表彰・1999年（平成11年）に青少年赤十字金色有功章・2002年（平成14年）に日本赤十字社創立125周年記念特別表彰をそれぞれ受彰している。
2004年（平成16年）、ドミノカップ2004（NHK主催）優勝校。

## 沿革

### 経緯
1872年（明治5年）に開設された半田義塾を源流とする。北街学校、中村学校、柊学校、岩滑学校と統合を繰り返して1887年（明治20年）に尋常小学校半田学校となり、1892年（明治25年）に岩滑尋常小学校（現・半田市立岩滑小学校）と分離して現在の半田小学校の原型となった。半田小学校は新美南吉の物語にもしばしば登場している。
戦後、1982年（昭和57年）に半田市立雁宿小学校を、2003年（平成15年）に半田市立さくら小学校を分離した。

### 年表
- 1872年 - 半田義塾開設
- 1880年 - 北街学校・中村学校と統合して半田学校となる
- 1887年 - 柊学校・岩滑学校と統合して尋常小学校半田学校となる
- 1892年 - 尋常小学校半田学校廃止、改めて岩滑尋常小学校を分離した半田尋常小学校として開設される
- 1989年 - 高等科を併置
- 1909年 - 半田女子尋常高等小学校を併合
- 1912年 - 半田第一尋常高等小学校と改称
- 1922年 - 愛知県内で最初の鉄筋校舎完成
- 1941年 - 半田第一国民学校と改称
- 1947年 - 半田市立半田小学校に改称
- 1982年 - 半田市立雁宿小学校を分離
- 2003年 - 半田市立さくら小学校を分離

## 教育方針

### 校訓
なかよく すすんで ほがらかに

### 育てたい人間像
- 友だちを大切にし、人の心の痛みがわかる子
- よく考え、すすんで学習する子
- 体をきたえ、安全に気をつける子
- 勤労と奉仕をよろこぶ子

## 学校行事
| - 4月 入学式、始業式、交通教室 - 5月 鑑賞教室、遠足、体力テスト - 6月 | - 7月 終業式 - 8月 - 9月 始業式 | - 10月 運動会、修学旅行（6年） - 11月 - 12月 終業式 | - 1月 始業式 - 2月 - 3月 6年生を送る会、卒業記念品授与式、卒業式、修了式 |

## 委員会活動
- 郵便局委員会
- 清掃委員会
- 図書委員会
- 体育委員会
- 放送委員会
- 緑化委員会

## 学区
- 半田市
  - 清水東町・前崎東町・前崎西町・天王町・堀崎町・榎下町・西新町・東新町・大坪町・住吉町・北浜田町・勘内町・東天王町・本町・東本町・銀座本町・中村町・御幸町・山崎町・新川町・南本町・荒古町・船入町・浜町・妙見町・西端町・山ノ神町・北末広町・南末広町・泉町・広小路町の全域
  - 清水北町・清水西町・宮路町の一部（名鉄河和線より東の地域）

## 交通
- JR武豊線半田駅より徒歩10分
- 名古屋鉄道河和線住吉町駅より徒歩10分